# میشل سیانی
میشل سیانی (فرانسوی: Michaël Ciani‎؛ زادهٔ ۶ آوریل ۱۹۸۴) بازیکن سابق فوتبال اهل فرانسه است.
از باشگاه‌هایی که در آن بازی کرده‌است می‌توان به باشگاه فوتبال سدان، باشگاه فوتبال اوسر، باشگاه فوتبال رویال شارلوا، باشگاه فوتبال لاتزیو، باشگاه فوتبال لوریان، و باشگاه فوتبال بوردو، باشگاه فوتبال اسپانیول، باشگاه فوتبال لوریان، و باشگاه فوتبال اسپورتینگ پرتغال اشاره کرد.
وی همچنین در تیم‌های ملی فوتبال زیر ۲۱ سال فرانسه فرانسه بازی کرده‌است.